# ویلاریکا (کومونه)
ویلاریکا (کومونه) (به ایتالیایی: Villaricca) یک کومونه در ایتالیا است که در استان ناپل واقع شده‌است.

## خصوصیات
ویلاریکا ۶٫۸ کیلومترمربع مساحت و ۲۸٬۱۵۹ نفر جمعیت دارد و ۱۰۳ متر بالاتر از سطح دریا واقع شده‌است.